# Analisi dei processi di interazione
L'analisi dei processi di interazione (Interaction Process Analysis o IPA) è uno schema di codifica progettato nel 1950 da Robert Freed Bales (1916-2004) per osservare e analizzare l'interazione del gruppo.

## Teoria
Il punto di partenza di Bales è quello di supporre che la raison d'être di ogni piccolo gruppo è diretta verso il fine di realizzare un determinato compito.
Partendo da questo presupposto, lo studioso distingue tra comportamento diretto al compito o "strumentale" e comportamento socio-emozionale, o "espressivo".
Nell'analizzare l'ambito dell'attività strumentale, Bales osserva che possono nascere determinati problemi che minacciano la stabilità del gruppo, come il disaccordo sul modo in cui il gruppo dovrebbe affrontare il compito immediato. Ciò può far nascere delle discussioni che portano alla luce dei sistemi di valori conflittuali e produrre notevoli tensioni che possono porre un ostacolo al progresso del gruppo verso il suo scopo.
 
Secondo Bales, a questo punto, è necessario che entrino in gioco dei processi di neutralizzazione per poter far fronte a tali tensioni e suggerisce di sciogliere le tensioni presenti per mezzo di attività "espressive" che possono rivelarsi attraverso comportamenti dovuti alle emozioni dell'individuo o riguardanti i sentimenti degli altri. Questi comportamenti possono assumere diverse forme, dall'esplosione di collera o di risa, alle espressioni di comprensione o di rifiuto per un altro individuo del gruppo.
Bales è comunque propenso a credere che questi comportamenti socio-emozionali, dipendendo in maggior parte dalle attività dirette al compito, prendano una forma positiva e pertanto rinforzante, anziché negativa o inibitoria.
Nella teoria di Bales esiste anche un altro aspetto, un presupposto secondo cui i gruppi hanno una tendenza naturale verso l'equilibrio e pertanto ogni azione produrrà una reazione. Secondo Bales i gruppi affrontano il loro compito attraverso tre fasi: orientamento, valutazione e controllo.
Attraverso la prima fase, quella dell'orientamento, il gruppo cercherà di avere un elevato livello di comunicazione e di scambi di opinioni. Nella seconda fase, quella della valutazione, il gruppo valuterà le idee differenti per essere in grado di prendere delle decisioni. Nella terza e ultima fase, quella del controllo, i gruppi eserciteranno un controllo reciproco per poter arrivare alle decisioni e portare a buon compimento il compito.
Ed è appunto sulla base di queste idee che Bales progettò il suo schema di codifica nel quale egli spezza in tanti atti microscopici l'interazione del gruppo. Con "atto" s'intendono tutte quelle espressioni di codifica, come una frase in una espressione verbale, dei comportamenti non verbali (gesti, postura del corpo, espressione facciale) che diventano significative all'occhio dell'osservatore.
Ogni atto viene classificato dall'osservatore in una delle dodici categorie predisposte insieme ad una nota di chi ha compiuto l'atto e il suo previsto destinatario, e alla fine dell'osservazione si possono contare i comportamenti codificati in ciascuna delle categorie e dare così un profilo dell'interazione del gruppo.

## Aree dei processi di interazione
Le categorie di codifica nell'analisi dei processi di interazione e le loro relazioni principali vengono divise in tre aree:
- Area socio-emozionale positiva dove l'individuo del gruppo:
  - dimostra solidarietà elogiando gli altri, aiutando, mostrando stima;
  - allenta le tensioni scherzando e mostrandosi soddisfatto;
  - si dimostra d'accordo accettando con facilità, comprendendo, contribuendo ed eseguendo;
  - dà suggerimenti pur rispettando l'autonomia altrui.
- Area del compito neutra dove l'individuo:
  - esprime opinioni, valutando, giudicando, esprimendo sentimenti e desideri;
  - fornisce degli orientamenti, informando, ripetendo, chiarificando, confermando;
  - chiede degli orientamenti, informazioni, ripetizioni, conferme; chiede delle opinioni, valutazioni, giudizi, espressione di sentimenti.
- Area del compito socio-emozionale negativa dove l'individuo:
  - disapprova rifiutando, formalizzandosi, astenendosi dall'aiutare;
  - dimostra tensione, chiedendo aiuto e ponendosi fuori dal gruppo;
  - mostra antagonismo cercando di abbassare il livello degli altri, difendendosi o facendosi valere.